# La Chapelle-Bâton (Deux-Sèvres)
La Chapelle-Bâton ist eine französische Gemeinde mit 415 Einwohnern (Stand: 1. Januar 2022) im Département Deux-Sèvres in der Region Nouvelle-Aquitaine (vor 2016: Poitou-Charentes). Sie gehört zum Arrondissement Parthenay und zum Kanton Autize-Égray. Die Einwohner werden Chapellois und Chapelloises genannt.

## Geographie
La Chapelle-Bâton liegt etwa 20 Kilometer nordnordöstlich von Niort. Im Gemeindegebiet entspringt das Flüsschen Musson und entwässert zur Sèvre Niortaise. Umgeben wird La Chapelle-Bâton von den Nachbargemeinden Mazières-en-Gâtine im Norden, Verruyes im Nordosten, Auge im Osten und Südosten, Cherveux im Süden, Saint-Christophe-sur-Roc im Südwesten und Westen sowie Champdeniers im Westen.

## Bevölkerungsentwicklung
| Jahr                       | 1962 | 1968 | 1975 | 1982 | 1990 | 1999 | 2006 | 2019 |
| Einwohner                  | 468  | 415  | 368  | 332  | 365  | 316  | 320  | 402  |
| Quellen: Cassini und INSEE |      |      |      |      |      |      |      |      |

## Sehenswürdigkeiten
- Schloss Maillé aus dem 16./17. Jahrhundert, seit 1971 Monument historique
- Schloss Les Loges aus dem 15. Jahrhundert, seit 2007 Monument historique
- Schloss La Grande Fougère aus dem 14. Jahrhundert

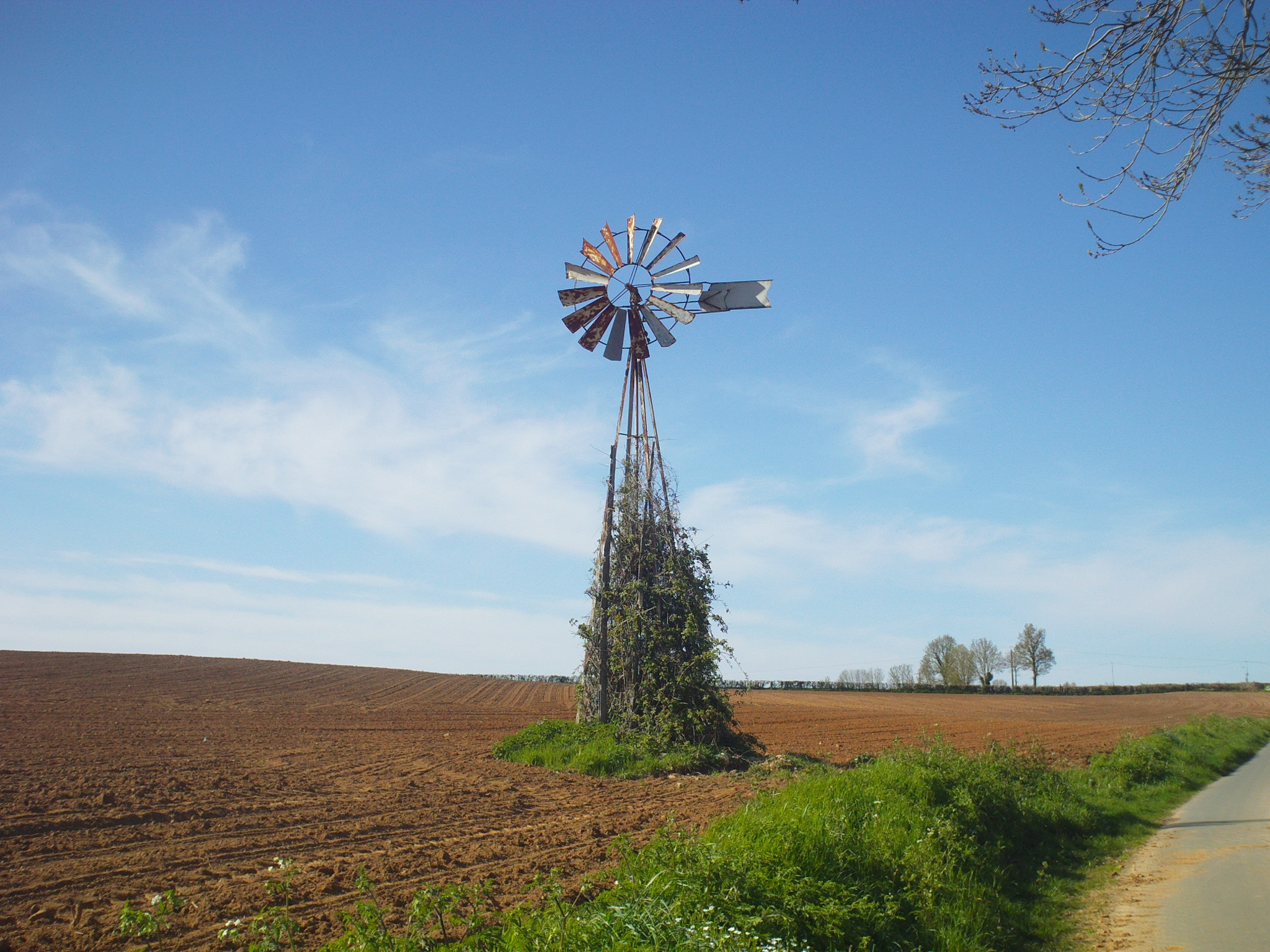
Windpumpe bei La Chapelle-Bâton